# Louis Heinrich Hiemann
Louis Heinrich Hiemann (* 17. Juli 1857; † 3. März 1939) war ein deutscher Volkskünstler aus dem sächsischen Erzgebirge, der als der Seiffener Männelmacher bekannt wurde. Er zählt zu den bedeutendsten Herstellern von Miniaturfiguren aus Seiffen.

## Leben
Er war der Sohn von Wilhelm Friedrich Hiemann und seiner Frau Karoline Wilhelmine. Nur wenig ist über seine Kindheit und Jugend bekannt. Er wuchs im Spielwarendorf auf und drechselte bereits frühzeitig wie sein Vater. Später beschritt er als Hersteller von Holzspielwaren einen eigenen Werk, auf dem er von seiner Ehefrau Anna aktiv unterstützt wurde.
Bei der Reichstagswahl 1898 unterstützte er den sozialdemokratischen Redakteur und Schriftsteller Emil Rosenow, für dessen Wahl er in der Bevölkerung von Seiffen und Umgebung Werbung betrieb.
Louis Heinrich Hiemann entwickelte sich zu einem Volkskünstler, der sich von der Nachahmung farbiger Abbildungen löste, sich auch von der Gestaltung von eintönigen, stramm stehenden Holzsoldaten trennte und eigene Werke in Miniaturgröße schuf, indem er sich durch feine Beobachtungsgabe Motive aus dem eigenen Leben suchte. Er gestaltete zahlreiche lebensnahe alltägliche Menschentypen in Miniaturgröße. Walter Neumann resümierte darüber 1983: Die Ergebnisse seines Schaffens sind realistische Gestaltungen, schöpferische Leistungen, echte Volkskunst.
Bis ins Alter von 81 Jahren stand er noch an der Fußdrechselbank und fertigte hölzerne Figuren, darunter Brautpaare und Blumenstreukinder.

## Wirken
Zahlreiche seiner Holzfiguren sind heute Bestandteil der Ausstellungen im Spielzeugmuseum Seiffen und in anderen Museen, darunter auch der Staatlichen Kunstsammlungen in Dresden.